# Giulio Bizzozero
Pour les articles homonymes, voir Bizzozero.
Giulio Bizzozero (né le 28 mars 1846 à Varèse et mort le 8 avril 1901 à Turin, d'une pneumonie) est un médecin italien du XIXe siècle. Il est considéré comme le père de l'histologie italienne, ainsi que l'un des plus importants précurseurs de la médecine préventive.

## Biographie
Diplômé en médecine à l'université de Pavie en 1866 (à 20 ans), il enseigne dès 1867 la pathologie générale à Pavie et est directeur du laboratoire de pathologie expérimentale, créé spécialement pour lui par Paolo Mantegazza.
Giulio Bizzozero est connu pour avoir été à l'origine de la découverte de la Helicobacter pylori, la bactérie qui est responsable de l'ulcère gastro-duodénal (bien que ce fait ne fut pas accepté de façon générale jusqu'au début des années 1990).
Il fut l'un des pionniers de l'histologie, et, plus généralement, de l'utilisation du microscope pour la recherche médicale. Il fut aussi crédité d'avoir suscité la découverte des fonctions des plaquettes dans la coagulation du sang.

## Éponymie
- Nodule de Bizzozero : desmosome visible en microscopie qui assure la cohésion intercellulaire d’un épithélium malpighien.

## Distinctions et hommages
- Officier de l'ordre des Saints-Maurice-et-Lazare
- Commandeur de l'ordre de la Couronne d'Italie
- Médaille commémorative de l'Unité italienne